# Voie-mère du Bourget (Garonor)
La voie-mère du Bourget (Garonor) est une voie mère d'une longueur de 4,86 km, desservant le parc d'activités Garonor et l'usine PSA d'Aulnay-sous-Bois, dans le département de la Seine-Saint-Denis. À la suite de la fermeture du site de PSA, cette voie mère n'est plus utilisée.

## Histoire
La voie mère fut construite dans les années 1960-1970, au moment de l'aménagement du parc d'activités de Garonor, afin de permettre aux entreprises limitrophes de livrer et d'acheminer leurs marchandises et produits, par transport ferroviaire, en étant directement reliées au triage du Bourget.
Le trafic de cette voie mère (qui était uniquement parcourue par des trains de fret) a été interrompu à la suite de la fermeture de l'usine PSA d'Aulnay-sous-Bois. Cependant, bien avant la fermeture du l'usine PSA, l'utilisation de cette voie avait déjà fortement diminué depuis les années 1990, avec la concurrence du transport routier plus compétitif pour les entreprises installés à Garonor. Aujourd'hui, avec son abandon, la végétation recouvre les rails.
Une partie de la voie a été déferrée au niveau du parc d'activités Paris-Nord 2, pour y installer une plate-forme de bus à haut niveau de service (BHNS).

Galerie de photographies
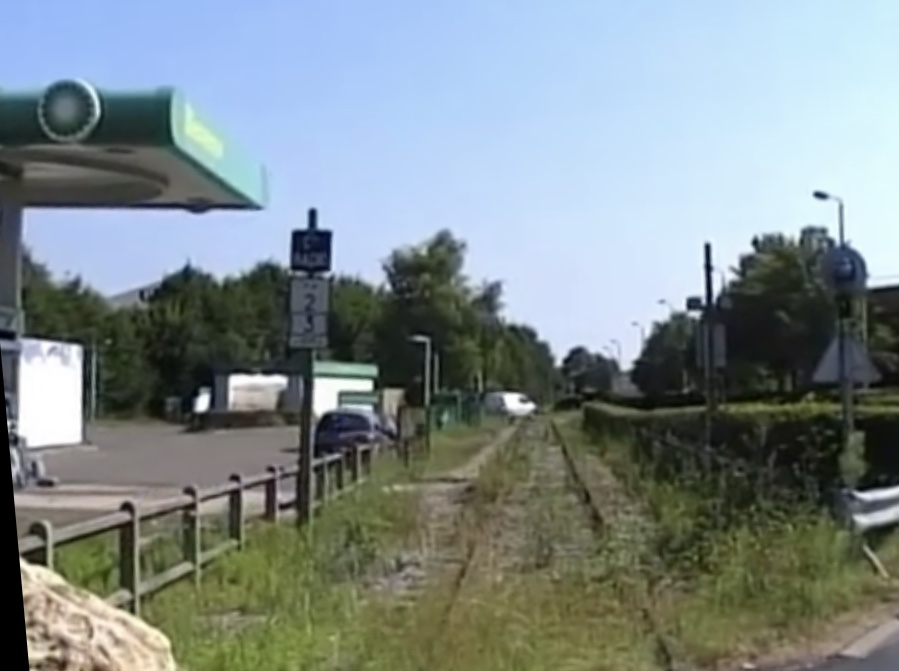
Voie mère en 2014.
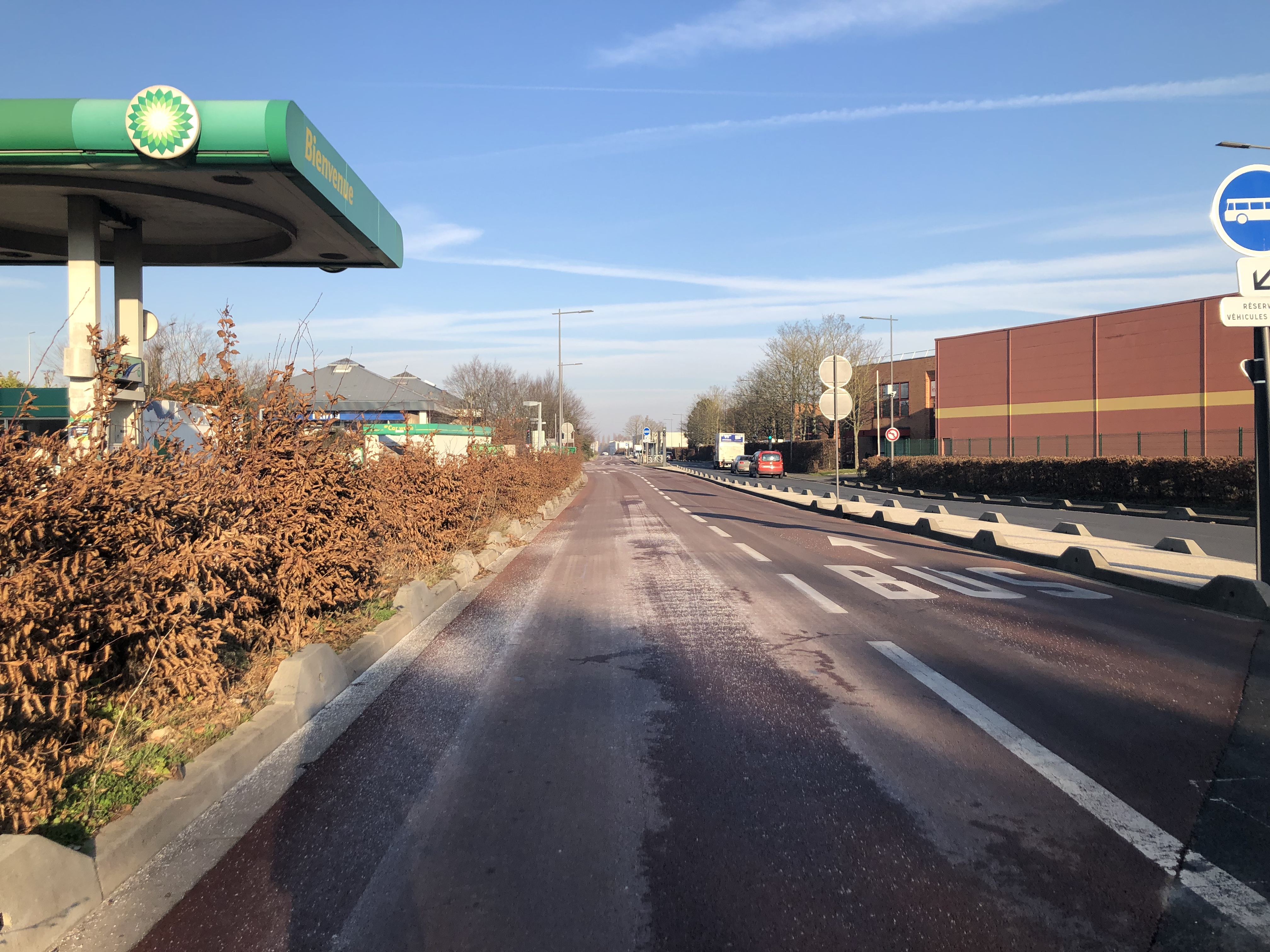
Voie mère remplacée par une voie de BHNS en 2022.

## Tracé

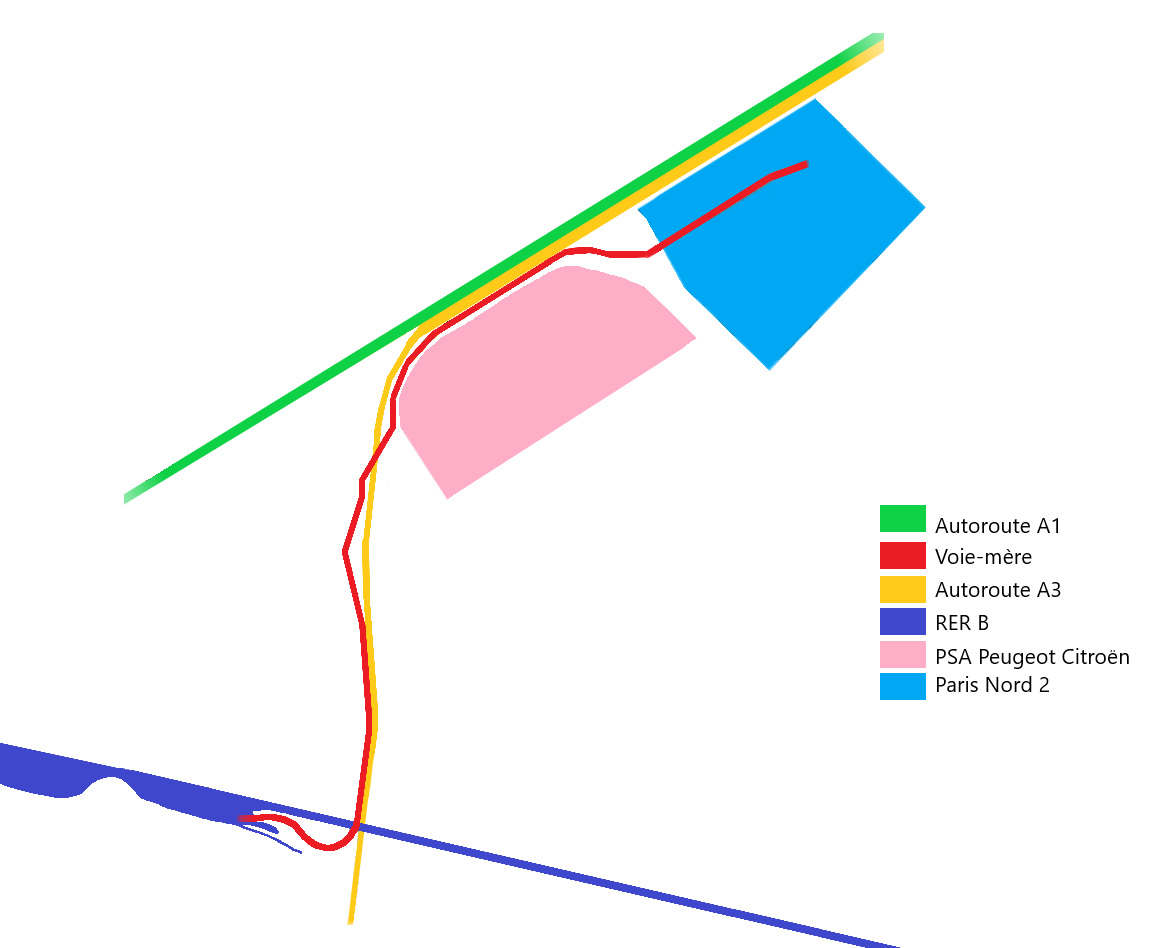
Plan de la voie mère.

Cette voie mère relie le triage du Bourget, qu'elle quitte par un pont en courbe franchissant les voies de la ligne de La Plaine à Hirson et Anor (frontière), à Garonor et à l'embranchement particulier de l'usine PSA d'Aulnay-sous-Bois (mais aussi celui du magasin IKEA Paris Nord Roissy), en longeant partiellement l'autoroute A3. Les déclivités atteignent 16 ‰. Le tracé de la ligne s’achève sur une impasse, et des arbres.

## Projet
(décembre 2021).
Un projet visant à installer un terminal de transport combiné (en plus du site de maintenance des rames des lignes 16 et 17 du Grand Paris Express, en construction), à la place de l'usine PSA, a été évoqué. La voie mère permettrait de faire la liaison avec le reste du réseau ferré national.